# 1997 Leverrier
Leverrier (asteroide 1997) é um asteroide da cintura principal com um diâmetro de 6,81 quilómetros, a 1,7540575 UA. Possui uma excentricidade de 0,2061454 e um período orbital de 1 199,63 dias (3,28 anos).
Leverrier tem uma velocidade orbital média de 20,03739728 km/s e uma inclinação de 6,06563º.
Esse asteroide foi descoberto em 14 de Setembro de 1963 por Goethe Link Obs..
Seu nome é uma homenagem ao matemático francês Urbain Le Verrier.